# Венгрия на летних Олимпийских играх 1896
Представители венгерской части Австро-Венгрии впервые участвовали на летних Олимпийских играх 1896, выставив семь спортсменов в шести видах спорта. По итогам соревнований команда заняла шестое место в медальном зачёте, а один из спортсменов установил олимпийский рекорд в плавании.

## Медалисты

### Золото
| Золото |               |                                       |
| №      | Спортсмены    | Вид спорта (дисциплина)               |
| 1      | Альфред Хайош | Плавание (100 метров вольным стилем)  |
| 2      | Альфред Хайош | Плавание (1200 метров вольным стилем) |

### Серебро
| Серебро |             |                                     |
| №       | Спортсмены  | Вид спорта (дисциплина)             |
| 1       | Нандор Дани | Лёгкая атлетика (бег на 800 метров) |

### Бронза
| Бронза |                  |                                     |
| №      | Спортсмены       | Вид спорта (дисциплина)             |
| 1      | Дьюла Келлнер    | Лёгкая атлетика (марафон)           |
| 2      | Дьюла Келлнер    | Лёгкая атлетика (бег на 100 метров) |
| 3      | Момчило Тапавица | Теннис (одиночный разряд)           |

### 

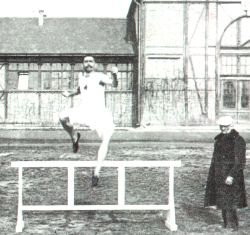
Алойз Сокол во время квалификационного забега

## Результаты соревнований

### Борьба
| Момчило Тапавица | Стефанос Христопулос (GRE) проиграл | не прошёл | не прошёл | не прошёл | не прошёл |

### Лёгкая атлетика
| Соревнование           | Спортсмены    | Предварительный раунд | Предварительный раунд | Финал     | Финал     |
| Соревнование           | Спортсмены    | Результат             | Место                 | Результат | Место     |
| ---------------------- | ------------- | --------------------- | --------------------- | --------- | --------- |
| 100 метров             | Алойз Сокол   | 12,75 с               | 2                     | 12,6 с    | 3         |
| 800 метров             | Нандор Дани   | 2:10,2                | 2                     | 2:11,8    | 2         |
| Марафон                | Дьюла Келлнер |                       |                       | 3:06:35   | 3         |
| 110 метров с барьерами | Алойз Сокол   | неизвестен            | 3-4                   | не прошёл | не прошёл |
| Тройной прыжок         | Алойз Сокол   |                       |                       | 11,26 м   | 4         |

### Плавание
| Соревнование               | Спортсмены    | Финал     | Финал |
| Соревнование               | Спортсмены    | Результат | Место |
| -------------------------- | ------------- | --------- | ----- |
| 100 метров вольным стилем  | Альфред Хайош | 1:22,2 OR | 1     |
| 1200 метров вольным стилем | Альфред Хайош | 18:22,2   | 1     |

### Спортивная гимнастика
| Соревнование        | Спортсмен       | Место |
| ------------------- | --------------- | ----- |
| Опорный прыжок      | Десидериус Вайн | 4-15  |
| Опорный прыжок      | Дьюла Какас     | 4-15  |
| Конь                | Дьюла Какас     | 3-14  |
| Кольца              | Десидериус Вайн | 5-8   |
| Перекладина         | Десидериус Вайн | 3-15  |
| Перекладина         | Дьюла Какас     | 3-15  |
| Параллельные брусья | Десидериус Вайн | 3-18  |
| Параллельные брусья | Дьюла Какас     | 3-18  |

### Теннис
| Соревнование     | Спортсмены       | Первый раунд                 | Второй раунд       | Полуфинал                          | Финал              |
| Соревнование     | Спортсмены       | Соперник Результат           | Соперник Результат | Соперник Результат                 | Соперник Результат |
| ---------------- | ---------------- | ---------------------------- | ------------------ | ---------------------------------- | ------------------ |
| Одиночный разряд | Момчило Тапавица | Д. Франгопулос (GRE) выиграл |                    | Дионисиос Касдаглис (GRE) проиграл | не прошёл          |

### Тяжёлая атлетика
| Соревнование        | Спортсмены       | Финал     | Финал |
| Соревнование        | Спортсмены       | Результат | Место |
| ------------------- | ---------------- | --------- | ----- |
| Толчок двумя руками | Момчило Тапавица | 80,0 кг   | 6     |